# Gonzalo Hispano
Gonzalo Hispano, conocido como Gonsalvus Hispanus, Gonzalo de Balboa o Gonzalo de España (nacido en Lugo y fallecido en París el 13 de abril de 1313) fue un franciscano Español, maestro de teología en la Escuela franciscana de París, tutor de Juan Duns Escoto, defensor del agustinismo frente al aristotelismo y Ministro general de su orden (1304-1313), en la que trató de evitar la división entre los espirituales y los conventuales. Con frecuencia se le llama por error, a partir de Marcos de Lisboa y de Waddingo.

## Biografía
Gonzalo Hispano nació en Lugo (España), en fecha que desconocemos, y murió en París el 13 de abril de 1313. En 1290 era ministro provincial de la Provincia de Santiago de Compostela. Estudió teología en París, donde se encontraba en 1297, alcanzando el magisterio antes de 1302, pues de 1302 a 1303 era maestro regente de la cátedra franciscana de teología en aquella universidad.
En los enfrentamientos entre la Iglesia y el Estado, por haber rechazado la apelación al concilio general contra el papa, fue expulsado de Francia en junio de 1303, juntamente con otros maestros teólogos, por orden de Guillermo de Nogaret. De regreso en España, es nombrado provincial de Castilla ese mismo año, y en calidad de tal asiste al capítulo general de Asís en el que es elegido ministro general de la Orden, dividida durante estos años entre franciscanos espirituales y franciscanos conventuales, continuó su enseñanza universitaria.
Da gran empuje a los estudios dentro de la Orden y, por orden suya, Juan Duns Escoto es propuesto para la licenciatura en París el año 1305 y así alcanzar el grado de maestro y profesor ordinario. En 1307, a instancias suyas, Escoto fue trasladado de París a Colonia como profesor en el estudio que los franciscanos tenían en aquella ciudad y seguramente para alejarlo de los peligros que lo acechaban en la capital francesa.
Durante su gobierno adquieren gran importancia las misiones franciscanas en Tartaria y Tierra Santa. Asistió al concilio de Vienne.

## Pensamiento
El maestro español, con estilo penetrante y dialéctica, se hace gran defensor de la corriente agustiniano-franciscana contra los numerosos aristotélicos que entonces se manifestaban como más modernos.
Entre sus criticados se encuentran el Maestro Eckhart, que enseñaba el primado del entender sobre el ser, Ubertino da Casale, Pedro Juan Olivi, Juan el Sabio y Godofredo de Fontaines, que a través de su intelectualismo psicológico conducía a un determinismo de la voluntad.
Gran defensor de la primacía de la voluntad en la vida psíquica, para Gonzalo ni el entendimiento ni el objeto exterior pueden determinar la decisión voluntaria; incluso la voluntad puede ir contra las mismas propuestas de la razón. Concluye que el querer y no el conocer es el acto regio de la vida psíquica del hombre. Esta tesis del voluntarismo sigue la corriente de la propia escuela, y será sostenida y fundamentada en Escoto y en Guillermo de Ockham.
Sus obras principales son: Cuestiones disputadas, Quodlibetos, Conclusiones metafísicas y otras de carácter espiritual, sobre todo contra los espirituales de su Orden.

## Obras
- Conclusiones Metaphysicae: Oxford Bodl. Lyell 79 ff. 79-112v; (Venice, 1503; Lyons, 1639; Paris, 1891).
- Quaestiones Disputatae et de Quolibet, ed. L. Amorós, Bibliotheca Franciscana Scholastica Medii Aevi IX (Quaracchi, 1935). Cf. AIA 45 (1985), 398-401.
- Tractatus de Praeceptis, ed. F. Elizondo, Laurentianum, 25 (1984), 192-201.
- Utrum Laus Dei in Patria sit Nobilior eius Dilectione in Via (Contra Echardum de Hochheim). Ed. M. Grabmann, Bayerische Akademie der Wissenschaft, 32 (Munich, 1927), 106-111. Reprinted in M. Grabmann, Gesammelte Akademieabhandlungen, I, Veröffentlichungen des Grabmann-Institutes, N.F. 25 (Paderborn-Munich: Schöningh, 1979), 366-371.
- Utrum Laus Dei in Patria sit Nobilior eius Dilectione in Via (Solutio Rationum Equardi), ed. J. Koch, in: Maître Eckhart, Lateinische Werke, V (Stuttgart, 1936), 64-71.
- Quaestio Magistri Consalvi Continens Rationes magistri Echardi utrum Laus Dei in Patria sit Nobilior eius Dilectione in Via. Les ‘quaestiones parisienses’, no. 1 et no. 2, ed. A. de Libera, in: Maître Eckhart à Paris, une critique de l'ontothéologie, ed. E. Zumbrunn, Z. Kaluza et.al. (Paris: PUF, 1984), 200-223.
- Responsio ad Propositionem Procuratorum Narbonensium ‘Sanctissime Pater’ et ad Responsionem Raymundi Gaufredi et Sociorum ‘Ad Artículos per Santissimum Patrem’ (1309), ed. Denifle & Ehrle, Archiv für Literatur- und Kirchengeschichte des Mittelalters 3 (1885), 18-20.
- Impugnatio Petitionum Quas Domino Papae Fecerunt Raymundus Gaufredi et Socii ‘Cum tota Causa Commotionis’, ed. Denifle & Ehrle, Archiv für Literatur- und Kirchengeschichte des Mittelalters 3 (1885), 19.
- Iustificatio Prohibitionis Librorum Petri I. Olivi, ed. Denifle & Ehrle, Archiv für Literatur- und Kirchengeschichte des Mittelalters 3 (1885), 19.
- Declaratio Communitatis circa Materiam de Usu Paupere, AFH 10 (1917), 116-122.
- Communitatis Responsi ‘Religiosi Viri’ ad Rotulum Ubertini de Casali, AFH 7 (1914), 659-675 & 8 (1915), 56-80.
- Tractatus de Usu Paupere [?], AFH 10 (1917), 116-122.
- Responsio ad Accusiationem Ubertini (…), ed. Denifle & Ehrle, Archiv für Literatur- und Kirchengeschichte des Mittelalters 3 (1885), 22.
- Responsio ad Replicationem Ubertini (…), ed. Denifle & Ehrle, Archiv für Literatur- und Kirchengeschichte des Mittelalters 3 (1885), 23.
- Responsio ad Eandem Replicationem Ubertini (…), ed. Denifle & Ehrle, Archiv für Literatur- und Kirchengeschichte des Mittelalters 3 (1885), 23.
- Tractatus de Formali Ratione Voti Fratrum, ed. Denifle & Ehrle, Archiv für Literatur- und Kirchengeschichte des Mittelalters 3 (1885), 23.
- Declaratio ‘Quae Sint in Regula Beati Francisci Praeceptoria et Aequipolentia Istis’, ed. Denifle & Ehrle, Archiv für Literatur- und Kirchengeschichte des Mittelalters 3 (1885), 23; Annales Minorum VI, 191-192, n. 4.
- Litterae ad Fr. Antonium, provincialem ministrum Thusciae: MS Alvernia 20.VIII.1304; Annales Minorum VI, 45, n. 15.